# Paul Nguyễn Thanh Hoan
Paul Nguyễn Thanh Hoan (Diễn Quảng, 11 novembre 1932 – Tân Hà, 18 agosto 2014) è stato un vescovo cattolico vietnamita.

## Biografia
Paul Nguyễn Thanh Hoan nacque l'11 novembre 1932 a Diễn Quảng, comune nel distretto di Diễn Châu della provincia di Nghe An, ottavogenito di una famiglia con nove figli.
Dopo aver frequentato la scuola Tập Xuân Phong dal 1944 al 1948, iniziò gli studi verso il presbiterato nel seminario minore di Xã Đoài e poi, dal 1954 al 1957, nel seminario minore dei migranti. Per due anni fu poi insegnante presso il seminario minore di Thánh Tự. Dopo questa breve esperienza lavorativa, proseguì gli studi filosofici e teologici nel seminario maggiore sulpiziano fino al 1965.
Fu ordinato prete il 29 aprile 1965 nella basilica di Notre-Dame di Saigon incardinandosi nella diocesi di Phan Thiết.
Dopo l'ordinazione sacerdotale fu vicario parrocchiale di Đông Hà ed al tempo stesso responsabile dell'associazione missionaria di Parigi. Fu responsabile del programma sociale e culturale dell'arcidiocesi di Hue e fu direttore di un orfanotrofio di Đông Hà nonché preside del liceo Đắc Lộ (Alexandre de Rhodes) per aiutare a sostenere gli orfani e le vittime della guerra nelle aree di confine. Nel 1968 si laureò in filosofia all'università di Hue e nello stesso anno aprì la casa d'accoglienza Gia đình Bồ Câu Trắng (Famiglia della colomba bianca). Nel corso degli ultimi anni della guerra del Vietnam fu direttore del villaggio degli orfani Bồ Câu Trắng (Colombe bianche) che accolse oltre duecento bambini. Dopo la riunificazione del Vietnam, fu nominato parroco della parrocchia dello Spirito Santo nel comune di Tân Hà.
Negli anni successivi alla fine della guerra, si dedicò con zelo alla cura pastorale della comunità visitando molte famiglie povere che vivevano su barche da pesca, organizzando continuamente numerosi programmi di beneficenza sociale, di sradicamento della fame e di riduzione della povertà, e svolgendo il lavoro missionario in favore dei poveri nelle zone rurali. Tra le attività di sostegno e aiuto ai bisognosi vennero incluse anche la realizzazione di numerosi nuovi pozzi di acqua pulita, l'ampliamento delle strade dei villaggi, la costruzione di molte case di beneficenza e il sostegno alla rete elettrica dei villaggi, programmi di sostegno allo sviluppo agricolo, la costruzione di dighe per utilizzare l'acqua per irrigare i campi e cliniche gratuite di medicina orientale. Grazie alle numerose attività sociali, guadagnò molta stima non solo dai suoi parrocchiani, ma anche dai non cristiani. Grazie al suo lavoro, negli anni furono molto numerose le conversioni al cristianesimo. Un progetto sociale degno di nota è la costruzione di una grande diga per soddisfare le esigenze di irrigazione di oltre cento ettari di terreno agricolo appartenenti a trecento famiglie. Il finanziamento fu sostenuto dalla comunità di beneficenza diocesana.
Fino alla nomina episcopale fu infine parroco e decano del distretto di Hàm Tân.
Il 14 luglio 2001 papa Giovanni Paolo II lo nominò vescovo coadiutore di Phan Thiết. Ricevette l'ordinazione episcopale l'11 agosto 2001 per imposizione delle mani del vescovo Nicolas Huỳnh Văn Nghi.
Subentrò alla guida della diocesi il 1º aprile 2005.
In seno alla conferenza episcopale del Vietnam è stato il primo presidente della Caritas Vietnam per due mandati dal 2001 al 2007.
Nel 2006, a seguito del tifone Xangsane, diverse aree costiere del Vietnam furono severamente danneggiate, contando anche circa settanta vittime. In qualità di presidente della Caritas, monsignor Nguyễn ha organizzato la raccolta fondi necessaria per le ricostruzioni e gli aiuti ai numerosi sfollati e feriti, arrivando ad accumulare una cifra intorno ai cinquecento milioni di Đồng.
Il 31 ottobre 2007 si è anche esposto pubblicamente con una lettera aperta di denuncia nei confronti del governo che il 24 ottobre precedente aveva autorizzato la demolizione di un'importante chiesa nel comune di Hải Ninh eseguita da persone in uniformi militari, arbitrariamente e senza preavviso.
Resse la diocesi per 4 anni, rassegnando le dimissioni il 25 luglio 2009.
Morì presso la casa di riposo della Caritas diocesana nel comune di Tân Hà il 18 agosto 2014 all'età di 81 anni.

## Genealogia episcopale
La genealogia episcopale è:
- Cardinale Scipione Rebiba
- Cardinale Giulio Antonio Santori
- Cardinale Girolamo Bernerio, O.P.
- Arcivescovo Galeazzo Sanvitale
- Cardinale Ludovico Ludovisi
- Cardinale Luigi Caetani
- Cardinale Ulderico Carpegna
- Cardinale Paluzzo Paluzzi Altieri degli Albertoni
- Papa Benedetto XIII
- Papa Benedetto XIV
- Papa Clemente XIII
- Cardinale Bernardino Giraud
- Cardinale Alessandro Mattei
- Cardinale Pietro Francesco Galleffi
- Cardinale Giacomo Filippo Fransoni
- Cardinale Carlo Sacconi
- Cardinale Edward Henry Howard
- Cardinale Mariano Rampolla del Tindaro
- Cardinale Rafael Merry del Val
- Arcivescovo Duarte Leopoldo e Silva
- Arcivescovo Paulo de Tarso Campos
- Cardinale Agnelo Rossi
- Vescovo Nicolas Huỳnh Văn Nghi
- Vescovo Paul Nguyễn Thanh Hoan